# Цигани у Чехії
Цигани в Чехії — етнічна меншина, яка проживає у Чехії. Під час проведення перепису у 2011 році 13 150 осіб назвали себе циганами, але експерти вважали, що в Чехії проживають 240 300 етнічних циган.

## Історія
Перше свідоцтво про циган у Чехії відноситься до XIII століття. У Даліміловій хроніці сказано, що в 1242 році по Чехії бродяжничало багато «татарських шпигунів». Можливо, що мова в цьому випадку йде про циганів, оскільки запис їх мови в хроніці нагадує мову циган.
Перша певна згадка про присутність ромів на території Чехії відноситься до 1417 року.
У 1538 році моравський собор (moravský sněm) постановив вигнати циган з Моравії в двотижневий термін. Циган звинувачували у пожежі 1541 року в Празі.
Імператриця Марія Терезія у 1761 році схвалила закон, за яким цигани мали працювати у сільському господарстві як кріпаки і одягатися так само, як решта селян. Їм було заборонено говорити циганською, і називатися своїми «безбожними» іменами. Священикам було наказано просвітлювати циган. У кожному місті дозволялося жити лише одній сім'ї циган. Циган-чоловіків майже за всі провини вішали, жінок і дітей позбавляли правого вуха, або пороли різками.
Мешканці циганських таборів Моравії займалися ковальською справою, виготовляли різні предмети побуту (щітки, домашні туфлі). Більшість циган прийшло до Чехії зі Словаччини.
У незалежній Чехословаччині в 1927 році прийнятий закон про кочуючих циганів, за яким вони повинні були щоразу отримувати дозвіл на зупинку на ніч і застосовувати спеціальні знаки для ідентифікації.
Під час нацистської окупації для циган створені особливі концентраційні табори в селах Лети і Годонін, деякі цигани відправлені до таборів смерті. У цей період загинуло майже 5000 чеських циган.
Після встановлення в Чехословаччині комуністичного режиму в 1948 році циган відносили до класу, що експлуатується, і надавали їм соціальні переваги. Але циганам було заборонено кочувати, у кожному місті та селі було дозволено жити лише 5 % циган, циганам було заборонено міняти місце проживання. Були випадки насильницької стерилізації циганських жінок. У цей період цигани переселялися із сільської місцевості до великих міст, ставали робітниками на підприємствах.
У 1960-х — 1970-х роках відбулося деяке пом'якшення політики держави щодо циган. Замість примусового прикріплення циган до певного місця проживання їх стали стимулювати до осілості економічно: видавали допомогу за місцем проживання, надавали квартири.

## Сучасність
Рівень безробіття серед ромів становить близько 70 %. У містах Чехії утворилися свого роду циганські «гетто» з обшарпаними будинками та напівзруйнованою інфраструктурою.
Цигани найчастіше зазнають дискримінації. У середині 1990-х років не рідкістю були ресторани, кафе та дискотеки з написами «циганам вхід заборонено».
У 1998 році в Усті-над-Лабем збудовано стіну, щоб відокремити місце проживання циган. Це викликало обурення правозахисників, і незабаром стіну було знесено.

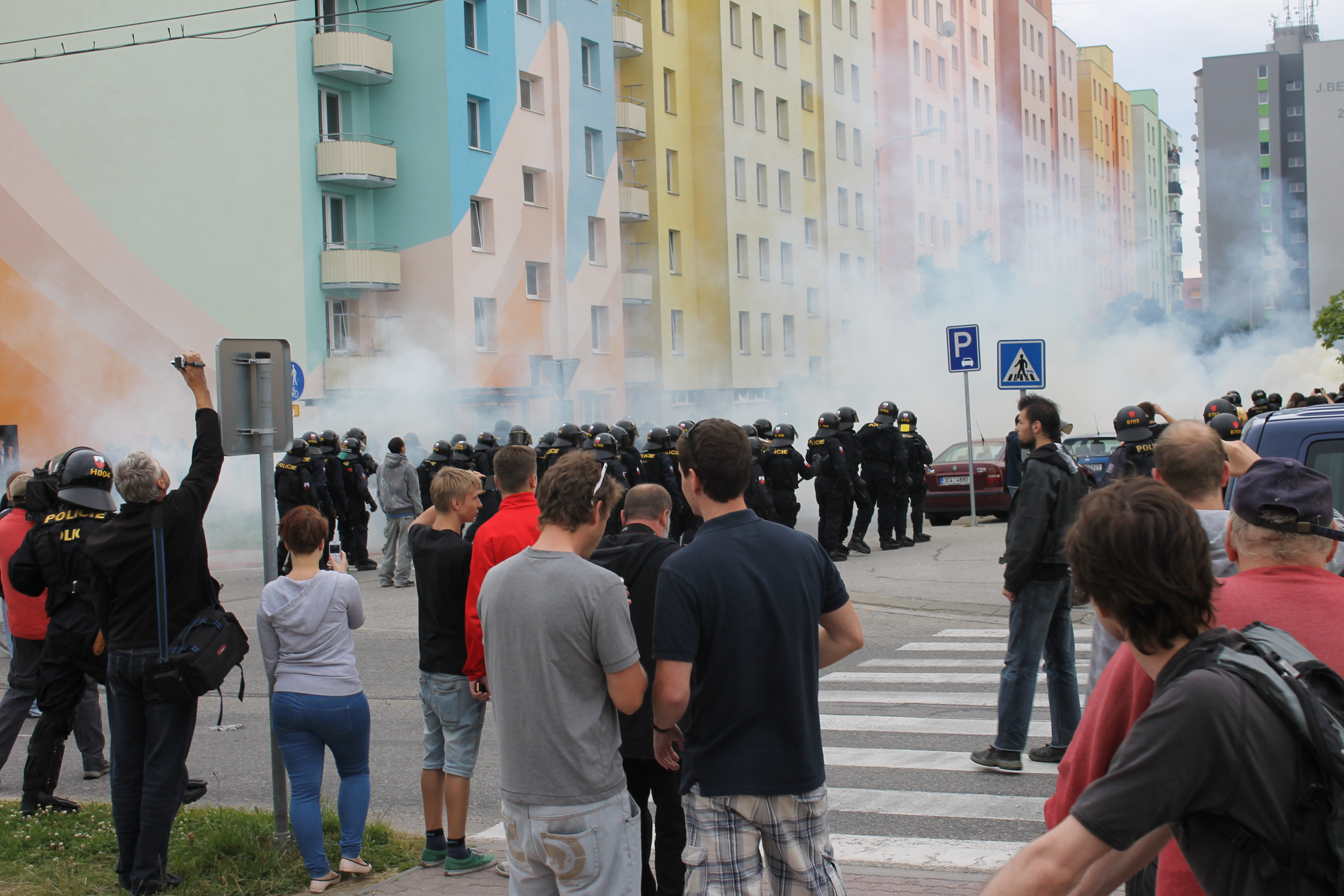
Антициганські заворушення у місті Ческе-Будейовіце у червні 2013

17 серпня 2006 року в Остраві відбулася демонстрація протесту кількох десятків циганських жінок, які стали жертвами насильницької стерилізації. Декілька постраждалих звернулися до суду, проте довести факт насильницької стерилізації виявилося складно, оскільки чеським лікарям вдавалося отримувати у жінок підпис із згодою на проведення стерилізації.
У липні 2006 року в місті Ческе-Будейовіце невідомий протягом кількох тижнів стріляв по місцевих циганах з пневматичної рушниці, поранивши чотирьох людей, у тому числі двох дітей.
Наприкінці 1990-х років спостерігалася масова еміграція чеських циган до Великобританії та Бельгії, яка припинилася після посилення прикордонного контролю в цих країнах.